# Jahidnja
Jahidnja (ukrainisch Ягідня; russisch Ягодня Jagodnja, deutsch und polnisch Jagonia, Jagumin, Jagunin) ist ein Dorf in der westukrainischen Oblast Lwiw mit etwa 250 Einwohnern.
Am 17. August 2017 wurde das Dorf ein Teil der neugegründeten Stadtgemeinde Kamjanka-Buska (Кам'янка-Бузька міська громада/Kamjanka-Buska miska hromada), bis dahin gehörte es mit vier anderen Dörfern zur Landratsgemeinde Subiw Mist (Зубів Міст).
Am 12. Juni 2020 wurde das Dorf, welches bis dahin im Rajon Kamjanka-Buska lag, ein Teil des neu gegründeten Rajons Lwiw.

## Geschichte
Der Ort wurde im Jahre 1803 oder 1804 von hr. (Graf) Mier, dem Besitzer von Kamionka (siehe auch Mierów), auf dem Grund von Obydiw gegründet und wurde zunächst Jagunin genannt, nach der Tochter von Graf Mier, Agnieszka (Jagusia). Die Siedler kamen wie in Deutsch Lany aus der Umgebung der südmährischen Dörfer Kravsko, Domažlice und Hostouň. Die römisch-katholischen Einwohner gehörten der Pfarrei Kamionka an. Bis Ende des 19. Jahrhunderts wurden die Nachgeborenen der Kolonisten polonisiert und am Anfange des 20. Jahrhunderts wurde die lokale deutsche Schule geschlossen.
Im Jahre 1900 hatte die Gemeinde Jagonia 21 Häuser mit 146 Einwohnern, davon 140 polnischsprachige, 6 ruthenischsprachige, 136 römisch-katholische, 6 griechisch-katholische, 4 Juden.
Nach dem Ende des Polnisch-Ukrainischen Kriegs 1919 kam die Gemeinde zu Polen. Im Jahre 1921 hatte sie 21 Häuser mit 145 Einwohnern, davon 132 Polen, 13 Ruthenen, 131 römisch-katholische, 14 griechisch-katholische.
Im Zweiten Weltkrieg gehörte der Ort zuerst zur Sowjetunion und ab 1941 zum Generalgouvernement, ab 1945 wieder zur Sowjetunion, heute zur Ukraine.